# Odocoileini
Odocoileini – plemię ssaków z podrodziny saren (Capreolinae) w obrębie rodziny jeleniowatych (Cervidae).

## Rozmieszczenie geograficzne
Plemię obejmuje gatunki występujące w Eurazji i Ameryce.

## Systematyka

### Podział systematyczny
Do plemienia należą następujące występujące współcześnie rodzaje:
- Rangifer C.H. Smith, 1827 – renifer – jedynym przedstawicielem jest Rangifer tarandus (Linnaeus, 1758) – renifer tundrowy
- Pudu J.E. Gray, 1852 – pudu – jedynym przedstawicielem jest Pudu puda (G.I. Molina, 1782) – pudu południowy
- Pudella O. Thomas, 1913
- Ozotoceros F. Ameghino, 1891 – sarniak – jedynym przedstawicielem jest Ozotoceros bezoarticus (Linnaeus, 1758) – sarniak pampasowy
- Blastocerus J.A. Wagner, 1844 – jeleniak – jedynym żyjącym współcześnie przedstawicielem jest Blastocerus dichotomus (Illiger, 1815) – jeleniak bagienny
- Hippocamelus Leuckart, 1816 – huemal
- Bisbalus Sandoval, Jędrzejewski, Molinari, Vozdova, Cernohorska, Kubickova, Bernegossi, Caparroz & Duarte, 2024 – jedynym przedstawicielem jest Bisbalus citus (Osgood, 1912)
- Passalites Gloger, 1841 – jedynym przedstawicielem jest Passalites nemorivagus (F. Cuvier, 1817) – mazama amazońska
- Subulo C.H. Smith, 1827 – jedynym przedstawicielem jest Subulo gouazoupira (G. Fischer, 1814) – mazama szara
- Mazama Rafinesque, 1817 – mazama
- Odocoileus Rafinesque, 1832 – mulak

Opisano również kilka rodzajów wymarłych:
- Agalmaceros Hoffstetter, 1952[16] – jedynym przedstawicielem był Agalmaceros blicki (Frick, 1937)
- Antifer Ameghino, 1889[17]
- Charitoceros Hoffstetter, 1963[18] – jedynym przedstawicielem był Charitoceros tarijensis (Hoffstetter, 1952)
- Epieuryceros Ameghino, 1889[19] – jedynym przedstawicielem był Epieuryceros truncus Ameghino, 1889
- Morenelaphus Carette, 1922[20]
- Navahoceros Kurtén, 1975[21] – jedynym przedstawicielem był Navahoceros fricki (Schultz & Howard, 1935)
- Paraceros Ameghino, 1889[22] – jedynym przedstawicielem był Paraceros fragilis (Ameghino, 1888)